# Назымханов, Абылайхан Канатулы
Абылайхан Канатулы Назымханов (каз. Абылайхан Қанатұлы Назымханов; род. 5 февраля 2002, Караганда) — казахстанский футболист, полузащитник клуба «Елимай».

## Карьера
Воспитанник карагандинского футбола. Футбольную карьеру начинал в 2020 году в составе клуба «Шахтёр-Булат» в первой лиге. 19 апреля 2021 года в матче против клуба «Актобе» дебютировал в казахстанской Премьер-лиге (3:0), выйдя на замену на 90-й минуте вместо Соломона Удо. 29 июля 2021 года дебютировал в Лиге Конференций в матче против румынского клуба «Стяуа», выйдя на замену на 82-й минуте вместо Геворга Наджаряна. 10 марта 2022 года в матче против клуба «Кызыл-Жар» (1:0) забил свой дебютный мяч в казахстанской Премьер-лиге.

## Достижения
«Шахтёр» Караганда
- Финалист Кубка Казахстана: 2021

## Клубная статистика
| Клуб               | Сезон            | Лига | Лига | Кубки | Кубки | Еврокубки | Еврокубки | Итого | Итого |
| Клуб               | Сезон            | Игры | Голы | Игры  | Голы  | Игры      | Голы      | Игры  | Голы  |
| ------------------ | ---------------- | ---- | ---- | ----- | ----- | --------- | --------- | ----- | ----- |
| Шахтёр (Караганда) | 2021             | 5    | 0    | 6     | 1     | 3         | 0         | 14    | 1     |
| Шахтёр (Караганда) | 2022             | 23   | 1    | 6     | 0     | —         | —         | 29    | 1     |
| Шахтёр (Караганда) | 2023             | 22   | 0    | 3     | 0     | —         | —         | 25    | 0     |
| Шахтёр (Караганда) | 2024             | 20   | 1    | 4     | 0     | —         | —         | 24    | 1     |
| Шахтёр (Караганда) | Итого            | 70   | 2    | 19    | 1     | 3         | 0         | 92    | 3     |
| → Шахтёр-Булат     | 2020             | 4    | 0    | —     | —     | —         | —         | 4     | 0     |
| → Шахтёр-Булат     | 2021             | 5    | 2    | —     | —     | —         | —         | 5     | 2     |
| → Шахтёр-Булат     | Итого            | 9    | 2    | —     | —     | —         | —         | 9     | 2     |
| → Шахтёр М         | 2020             | 4    | 0    | —     | —     | —         | —         | 4     | 0     |
| → Шахтёр М         | 2021             | 2    | 0    | —     | —     | —         | —         | 2     | 0     |
| → Шахтёр М         | 2022             | 1    | 0    | —     | —     | —         | —         | 1     | 0     |
| → Шахтёр М         | Итого            | 7    | 0    | —     | —     | —         | —         | 7     | 0     |
| Елимай             | 2025             | —    | —    | —     | —     | —         | —         | —     | —     |
| Елимай             | Итого            | —    | —    | —     | —     | —         | —         | —     | —     |
| Всего за карьеру   | Всего за карьеру | 86   | 4    | 19    | 1     | 3         | 0         | 108   | 5     |